# Fred Leinweber
Frederick „Fred“ Leinweber (* 17. März 1915 in New York City; † unbekannt) war ein US-amerikanischer Handballspieler.

## Leben und Karriere
Leinweber gehörte auf Vereinsebene dem German Sport Club aus Brooklyn an. Mit der US-amerikanischen Nationalmannschaft nahm er am olympischen Feldhandballturnier 1936 teil und wurde in allen drei Spielen gegen Ungarn (2:7), Deutschland (1:29) und Rumänien (3:10) eingesetzt.